# San Martín de Oscos
San Martín de Oscos – gmina w Hiszpanii, w prowincji Asturia, w Asturii, o powierzchni 67,49 km². W 2011 roku gmina liczyła 484 mieszkańców.